# Пасома
Пасома (алб. Pasomë) је насеље у општини Вучитрн на Косову и Метохији. Према попису становништва на Косову 2011. године, село је имало 744 становника.

## Географија
Село је на падини Копаоника, под врхом Стрменицом (1066 м). Кроз село протиче Варнички поток. Разбијеног је типа. Дели се на три махале (Цановића, Исеновића и Феризовића), чији су називи по главним родовима у њима. И махале су разбијене на групице од по 2-3 куће. Удаљења између махала износе до 0,5 км.

## Историја
Опште је мишљење да су Арбанаси из Пасоме најстарији Арбанаси у вучитрнском делу Косова. Али пре него што су се настанили у Пасоми, они су „дуго“ живели у Трстени као чифчије у бегова из Пећи. Када су се неки Бериши почетком 19. века самовласно населили на месту садашње Пасоме, пећки бегови с полагањем некаквог права на ово насеље или с тежњом да и њега почифличе обећају својим чифчијама у Трстени веће повластице на том другом насељу само ако протерају насељене Берише. Пошто су борбом успели да их протерају (Бериши отишли у Скочну), прешли у садашње село, где су око 1865. откупили чифлик. Као траг одбеглих Бериша остао је топографски назив Вора е Беришит (Беришово Гробље).

## Порекло становништва по родовима
Родови
- Цановић (18 к.), – Исеновић (19 к.) и – Феризовић (18 к.). Сви од фиса Краснића. Доселили се из Суме у Северној Албанији у Трстену средином 18. века, а почетком 19. века прешли у своје садашње село. По селу њихове старине сва ова три рода, која су уосталом постала од тројице браће, зову се Сумићима. Мисли се да им је и име садашњег села сковано по селу њихове старине. Појасеви од досељења из Суме: Цан, Јакуп, Мифтар, Таир, Мифтар, Дели (70 година). Из Трстене је у Пасому прешао Мифтар син Јакупов.
- Џафић (2 к.), од фиса Шаље. Доселио се 1910. из Бара (Копаоничка Шаља) на купљено имање.
- Воц (1 к.), од фиса Шаље. Доселио се као колонист 1920. из Меленице (Копаоничка Шаља).

## Демографија
| Демографија | Демографија | Демографија |
| Година      | Становника  | Становника  |
| ----------- | ----------- | ----------- |
| 1948.       | 558         |             |
| 1953.       | 599         |             |
| 1961.       | 703         |             |
| 1971.       | 868         |             |
| 1981.       | 886         |             |
| 1991.       | 890         |             |
| 2011.       | 744         |             |